# Govinal
Govinal Ndzinga Essomba, dit Govinal parfois Govy, est un auteur-compositeur, artiste de bikutsi camerounais, auteur du titre Naya Naya sorti en 1988, titre qui a raflé plusieurs distinctions. 

## Biographie
Fils de Essomba Fouda René et de Edoa Marie Prudencienne, Govinal est né à Yaoundé V dans le département du Mfoundi. Il fait partie de la grande famille Mvog Mbi de la tribu Ewondo-Beti. Il est le troisième d’une fratrie de cinq enfants. Il est marié en 1996 et père de cinq enfants.
Après avoir fait l’enseignement primaire à l’école primaire d’Etoudi, c’est au collège Tabi que ce dernier débutera l'enseignement secondaire avant de rejoindre le lycée Général-Leclerc où il obtiendra son baccalauréat en 1975. C’est la qu’il se découvre des talents de musicien.
Il rejoint l’université de Yaoundé I où il obtient un diplôme d’informatique en « analyse et gestion »ainsi qu'une  licence en sciences de la Terre.
Le rappeur camerounais Sadrak du groupe Negrissim' lui rend hommage sur son titre les z'animals en échantillonnant le tube Naya Naya.

## Discographie

### Albums
| Titre de l'album        | Année | Maison de production |
| ----------------------- | ----- | -------------------- |
| Klos (45 tours)         | 1982  | EBM                  |
| Ntoan oyem              | 1984  | Africana Star        |
| Mongo sikulu            | 1985  | Tessy Records        |
| Meboua                  | 1986  | Mutata Record        |
| Naya Naya               | 1988  | Ebobolo Fia Prod     |
| Apocalypse              | 1990  | Energy Prod          |
| Mouvement bikutsi       | 1991  | Bikut-si System      |
| Heritage                | 1992  | Bikut-si System      |
| Nkul betara             | 1994  | MC Pop Music         |
| M’akutsi                | 1997  | Duplic International |
| Ezilngan                | 1999  | MC Pop Music         |
| Govikutsi               | 2000  | JPS Production       |
| Coup de cœur            | 2003  | Mincult Govy         |
| Bikutchic               | 2011  | Govy                 |
| Best of Govinal vol I   | 2012  | MC Pop Music         |
| Best of Govinal vol II  | 2012  | MC Pop Music         |
| Best of Govinal vol III | 2012  | MC Pop Music         |
| Bikutsi Parade (2014)   | 2014  | GSP                  |

### Vidéogrammes
| Titre           | Année |
| --------------- | ----- |
| Bombardement    | 1987  |
| Naya Naya       | 1989  |
| Apocalypse      | 1991  |
| Heritage        | 1992  |
| Dzugulu Dzugulu | 1995  |
| W'adug ma       | 1995  |
| Sewa            | 1997  |
| Maman           | 1997  |
| Femme mariée    | 1997  |
| Ezil ngan       | 1999  |
| Bikutsi danse   | 1999  |
| Govikutsi       | 2000  |
| Oh deballez     | 2000  |
| Zah'an          | 2000  |
| Tanya           | 2000  |
| C'est toi       | 2000  |
| Toli ndong      | 2000  |
| Bikutsi chic    | 2000  |
| Wadzen dze      | 2014  |

## Distinctions
- Artiste de la décennie 2001-2011 : diplôme de l'excellence Africaine.
- Palme d'or de l'artiste du septennat 2004-2011 : Africa foundation awards.
- Grand prix Cameroun Music Awards catégorie Bikutsi : Cameroun Music Awards 1997.
- Diplôme d'honneur et de distinction RAPAC.
- Médaille d'or RTS awards 2011[5].